# Chaetodontoplus
Chaetodontoplus Bleeker, 1876 è un genere di pesci d'acqua salata appartenenti alla famiglia Pomacanthidae.

## Distribuzione e habitat

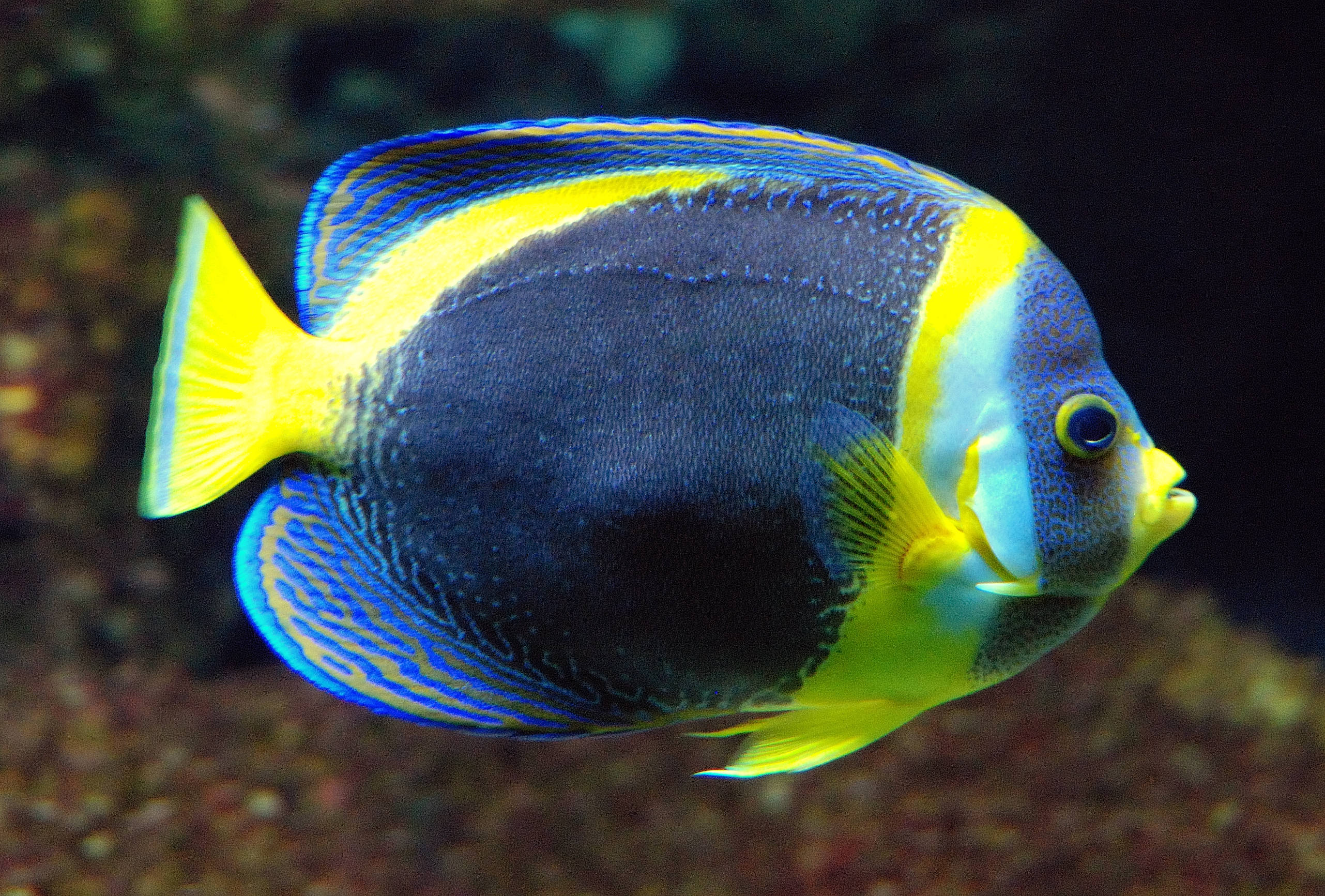
Chaetodontoplus duboulayi

Tutte le specie sono diffuse nell'Indo-Pacifico, dove abitano barriere coralline e coste rocciose. 

## Descrizione
Presentano un corpo molto compresso lateralmente e alto, con una colorazione spesso nera, blu o marrone scura con fasce più chiare e pinne ampie, gialle.
La specie di dimensioni maggiori è C. personifer che può raggiungere i 35 cm.

## Tassonomia
Nel genere sono riconosciute 14 specie:
- Chaetodontoplus ballinae Whitley, 1959
- Chaetodontoplus caeruleopunctatus Yasuda & Tominaga, 1976
- Chaetodontoplus chrysocephalus (Bleeker, 1854)
- Chaetodontoplus conspicillatus (Waite, 1900)
- Chaetodontoplus dimidiatus (Bleeker, 1860)
- Chaetodontoplus duboulayi (Günther, 1867)
- Chaetodontoplus melanosoma (Bleeker, 1853)
- Chaetodontoplus meredithi Kuiter, 1990
- Chaetodontoplus mesoleucus (Bloch, 1787)
- Chaetodontoplus niger Chan, 1966
- Chaetodontoplus personifer (McCulloch, 1914)
- Chaetodontoplus poliourus Randall & Rocha, 2009
- Chaetodontoplus septentrionalis (Temminck & Schlegel, 1844)
- Chaetodontoplus vanderloosi Allen & Steene, 2004

## Acquariofilia
Alcune specie di Chaetodontoplus sono commercializzate per l'acquariofilia, e ospitate in acquari pubblici.